# Mine PFM-1

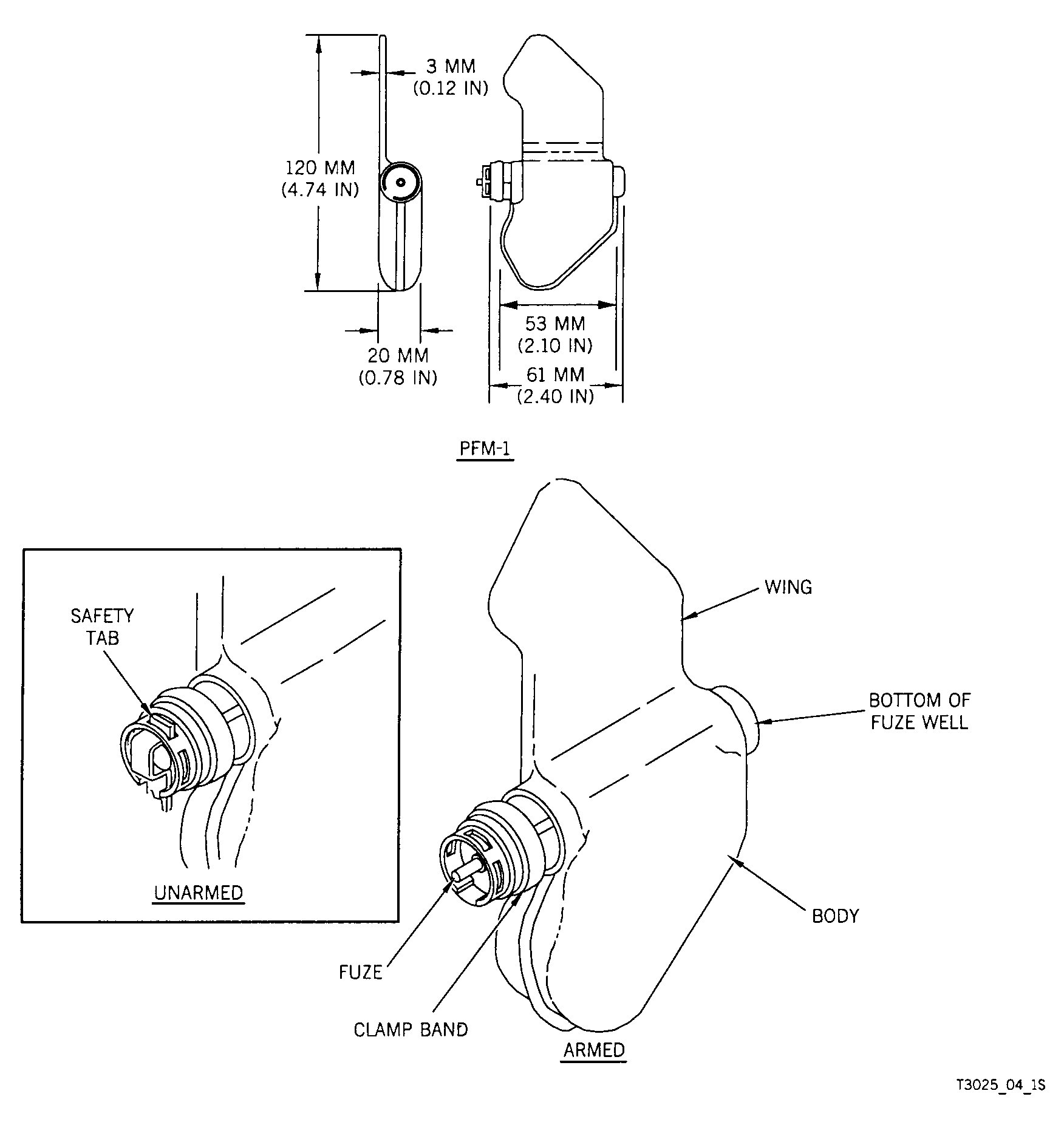
Schéma du PFM-1

La PFM-1 est une mine terrestre antipersonnel dispersable de production soviétique et russe.  Elle est également connue sous le nom de perroquet vert ou de mine papillon. Les mines peuvent être déployées à partir de mortiers, d'hélicoptères et d'avions en grand nombre, elles glissent vers le sol sans exploser et exploseront plus tard par un contact avec la mine.

## Caractéristiques
La mine est constituée d'un conteneur en plastique polyéthylène contenant 40 g de liquide explosif. Les deux ailes de la PFM-1 lui permettent de planer après avoir été larguée dans les airs, puis de tourner ce qui le stabilise et ralentit sa descente. L'aile épaisse contient l'explosif liquide. Les deux ailes ensemble mesurent 120 mm (environ 5 pouces) de long. Le corps en plastique peut être moulé dans différentes couleurs pour un meilleur camouflage. Comme les stocks existants étaient en vert européen, plutôt que de couleur sable, les premiers exemplaires utilisés dans les années 1980 lors de la guerre d'Afghanistan étaient verts et donc facilement visibles. Cela a conduit à leur nom de «perroquets verts». 
La forme et la couleur vive sont attrayantes pour les enfants, inspirant les affirmations selon lesquelles elles ont été délibérément conçues pour ressembler à un jouet,.   Cela a été nié par les Soviétiques et, bien que les mines aient mis en danger les enfants, rien ne prouve qu'elles aient été conçues pour être attrayantes. 
La mine peut être déployée à partir de mortiers, d'hélicoptères et d'avions.  La mine est si légère qu'elle peut être transportée dans les cours d'eau et se déplacer en aval après de fortes pluies ou avec la fonte des neiges. 

### Uragan
La roquette 9M27K3 est une roquette à dispersion de mines qui est tirée depuis un BM-27 Uragan. Une seule roquette de 220 mm peut contenir 312 mines et un BM-27 peut tirer 16 roquettes par salve ce qui fait un potentiel de 5 000 mines par lancement. Les mines sont stockées dans une cassette KPFM-1S-SK, le conteneur s'ouvre en vol à l'aide d'une charge explosive pour la séparer de la roquette, permettant la dispersion ; les roquettes ont une portée de 10-35 km.

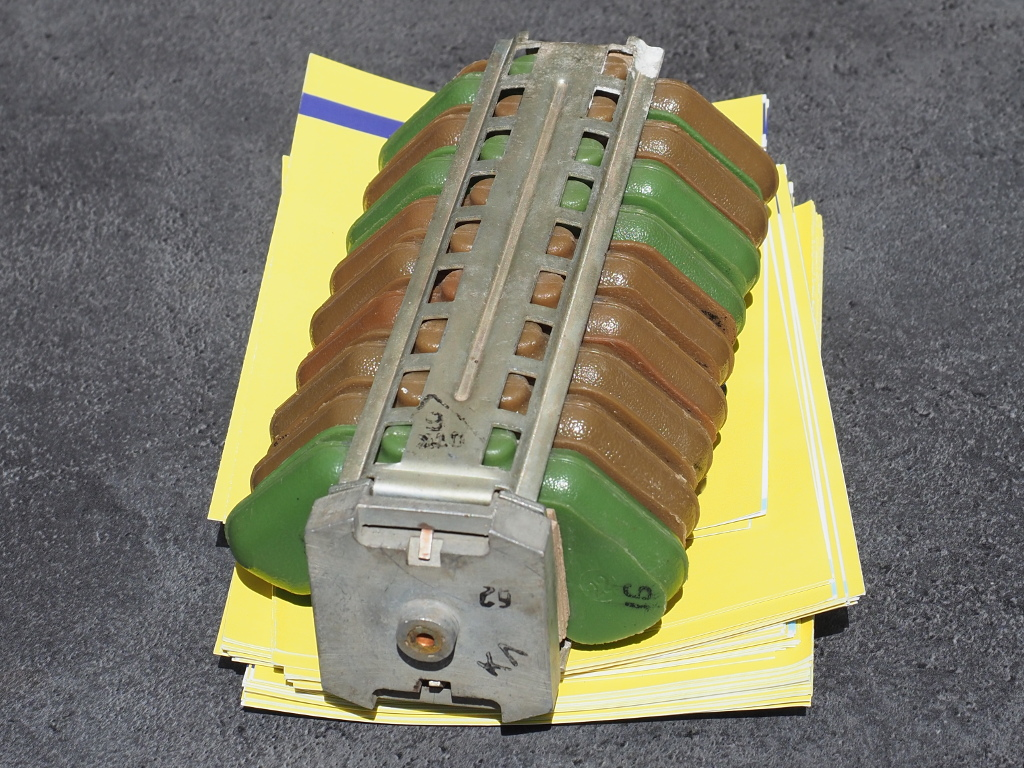

## Fonctionnement
La mine est stockée avec une goupille retenant un piston détonant. Une fois la goupille d'armement retirée, le piston est lentement poussé vers l'avant par un ressort jusqu'à ce qu'il entre en contact avec le détonateur, moment auquel il est armé. 

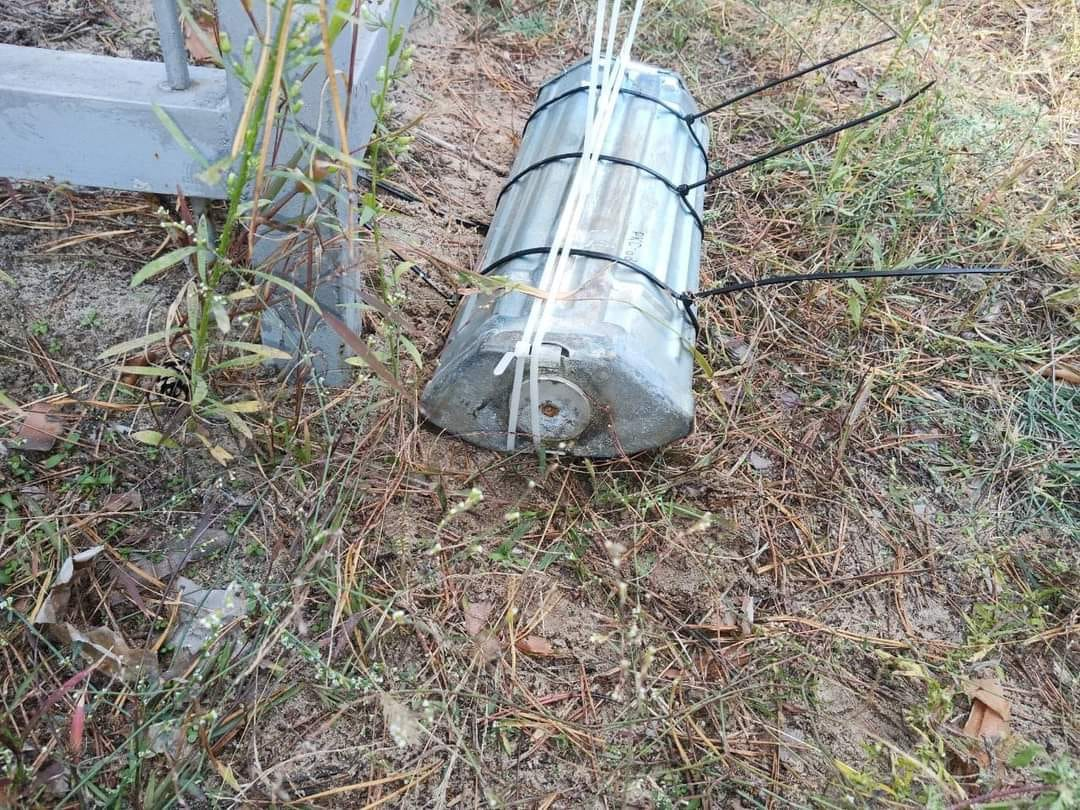
Cassette à PFM-1

La déformation de la peau en plastique souple de la mine force le piston d'armement à frapper le détonateur, faisant exploser la mine. Parce que le corps de la mine est une seule amorce à pression cumulative, il est extrêmement dangereux de manipuler la mine : L'Imperial War Museum déclare qu'"une pression supérieure à 5 kg activerait la mine".[réf. obsolète]

## Conformité à la Convention d'Ottawa
Comme toutes les mines antipersonnel les PFM-1 font partie de l'interdiction stipulée dans le traité d'Ottawa. Néanmoins si la mine est déclenchée à distance elles sont exemptées de l'interdiction d'Ottawa. Mais si leur fusible est relié à un fil-piège, elles sont interdites. Comme un certain nombre d'ex républiques Soviétiques n'ont jamais signé le traité il est très peu probable de voir ces armes disparaître rapidement.
En 2017, le gouvernement de la Biélorussie a annoncé qu'il avait détruit ses stocks de mines PFM-1.  Les 78 dernières mines PFM-1 détenues par la Biélorussie ont été détruites lors de la cérémonie de clôture marquant l'élimination de leur stock de mines terrestres.
Dans une présentation de novembre 2008, l'Ukraine a indiqué qu'elle avait détruit 101 088 mines PFM-1 conformément à la convention en 1999. En 2013, un programme-cadre de soutien aux accords UE-Ukraine soulignait que l'Europe apporterait un soutien à l'Ukraine dans la destruction de ses stocks de PFM-1. L'Ukraine a déclaré que son stock de mines PFM-1 en 1999 était de 6 000 000 unités, qui a été réduit à environ 5 600 000 après la destruction de [Quoi ?] mines en 1999 et la destruction de 300 000 mines supplémentaires par l'Agence OTAN de soutien et d'approvisionnement - NSPA à l'usine chimique de Pavlograd. L'Ukraine a ratifié le traité d'Ottawa depuis 2006 et selon ce dernier elle s'était engagée à détruire l'intégralité de ses stocks quatre ans après l'entrée en vigueur de la convention soit en 2010. L'Ukraine a annoncé en 2016 qu'elle ne respectait plus le traité d'Ottawa et qu'elle continuait à utiliser des mines antipersonnel étant donné que les séparatistes et la Russie n'ont jamais été signataires du traité.

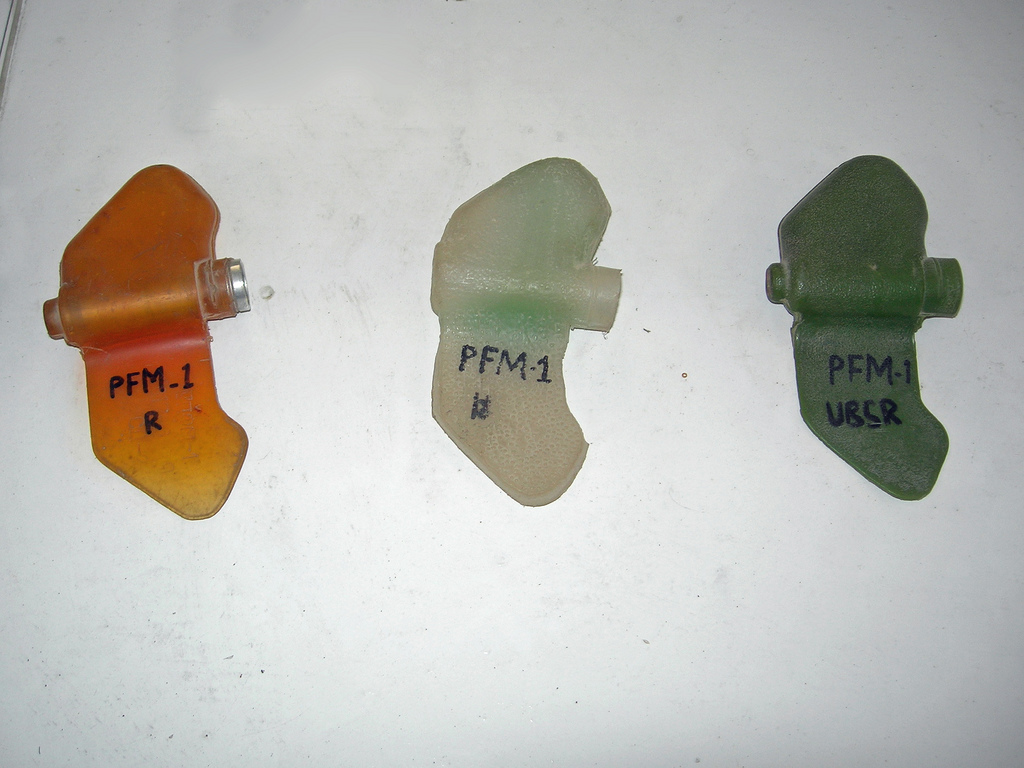
Mines "papillon" russes, Musée de la Mine OMAR, 2008

La PFM-1 a été utilisée lors de l'invasion soviétique de l'Afghanistan, ce qui aurait fait un grand nombre de victimes parmi les enfants, qui les auraient confondues avec un jouet en raison de leur forme et de leur couleur. Comme la quantité d'explosif est très faible la mine n'est pas destinée à tuer mais à mutiler.

## Utilisation lors de l'invasion russe de l'Ukraine en 2022
En 2022, l'Ukraine a accusé la Russie d'avoir utilisé ces mines, surnommées "pétales", lors de l'invasion russe de l'Ukraine en 2022, affirmant que les forces russes avaient utilisé les mines à Marioupol et à Kharkiv,. 
Des mines PFM-1 ont été larguées sur la ville de Donetsk dans la nuit du 30 juillet 2022 dans le cadre de l'invasion de l'Ukraine par la Russie, sans connaître le pays auteur des largages, bien que la Russie contrôle la ville depuis plusieurs mois. 
À Izioum, les démineurs ukrainiens chargés de sécuriser la ville libérée en septembre 2022 en trouvent en nombre. En janvier 2023, l'ONG Human Rights Watch accuse l'armée ukrainienne d'avoir dispersé à plusieurs reprises des milliers de PFM-1 dans la région d'Izioum. Steve Goose, directeur de la division Armes à Human Rights Watch déclare : « Les forces ukrainiennes semblent avoir largement dispersé des mines terrestres autour de la zone d’Izioum , faisant des victimes civiles et posant un risque constant ». L'ONG avait déjà accusé auparavant les russes d'avoir également disséminé ces mines en Ukraine.

## Armes similaires
La PFM-1 est très similaire à la mine terrestre BLU-43 Dragontooth (en) utilisée par l'armée américaine lors de l'opération Igloo White au Laos pendant la guerre du Viêt Nam. Selon un document militaire américain, l'armée soviétique a créé le PFM-1 après une rétro-ingénierie de la BLU-43.

## Remarques
- (anglais) Cet article est partiellement ou en totalité issu de l’article de Wikipédia en anglais intitulé « PFM-1 mine » (voir la liste des auteurs).

1. 1 2 3  « PFM Design » [PDF], apminebanconvention.org
2. ↑  « PFM 1 anti-personnel mine ("Green Parrot") (British drill/training example) », Imperial War Museum (consulté le 27 février 2022)
3. ↑  Rae McGrath, Landmines: Legacy of Conflict: A Manual for Development Workers, 1998, 39–40 p. (ISBN 0-7881-3280-6, lire en ligne)
4. ↑  (en) Hambling, « Russia Accused Of Using Air-Dropped Butterfly Mines To Block Ukrainian Evacuation Route », Forbes, 10 mars 2022 (consulté le 11 mars 2022)
5. ↑  Rodric Braithwaite, Afgantsy : the Russians in Afghanistan, 1979-89, Oxford University Press, 2011, 234–235 p. (ISBN 9780199832668)
6. ↑  « Soviet Toys of Death », The New York Times,‎ 10 décembre 1985 (lire en ligne)
7. ↑  Rae McGrath, Afghanistan, Greenhaven Publishing LLC, 11 juin 2013 (ISBN 0737762519), « Soviet Land Mines Endangered Children but Did Not Specifically Target Them », p. 91
8. ↑  Cauderay, « Anti-Personnel Mines », International Review of the Red Cross, vol. 33, no 295,‎ 1993, p. 273–287 (lire en ligne, consulté le 27 février 2022)
9. ↑  (en) David Hambling, « Who Dropped Thousands Of Antipersonnel ‘Butterfly’ Mines On Donetsk? (UPDATE : UK Blames Russia) » , sur forbes.com, 4 août 2022 (consulté le 26 avril 2023).
10. 1 2  « Ukraine : Des mines terrestres interdites causent des souffrances aux civils », sur Human Rights Watch, 31 janvier 2023 (consulté le 1er février 2023)
11. ↑  « The Republic of Belarus has fully fulfilled its international obligations under the 2003 Ottawa Convention » [archive du 23 août 2020], 5 avril 2017 (consulté le 28 février 2022)
12. 1 2  « Commission Implementing Decision on the Annual Action Programme 2013 in favour of Ukraine », 2013 (consulté le 31 juillet 2022)
13. ↑  (en) « $2 to deploy, $1,000 to remove: Ukraine's landmine tragedy » , sur euro news, 17 mars 2016
14. ↑  Stephen Tanner, "Afghanistan: A Military History"
15. ↑  « In Kharkiv region, the Russian invaders are using internationally-banned butterfly mines »
16. ↑  (en) Hambling, « Russia Accused Of Using Air-Dropped Butterfly Mines To Block Ukrainian Evacuation Route (Update: New Video Confirmation) », Forbes (consulté le 28 juillet 2022)
17. ↑  (en) David Hambling, « Who Dropped Thousands Of Antipersonnel ‘Butterfly’ Mines On Donetsk? (UPDATE: UK Blames Russia) », sur Forbes (consulté le 25 septembre 2022)
18. ↑  (en) David Hambling, « Who Dropped Thousands Of Antipersonnel ‘Butterfly’ Mines On Donetsk? (UPDATE: UK Blames Russia) », sur Forbes (consulté le 15 août 2022)
19. ↑  La rédaction, « Guerre en Ukraine : les démineurs s'acharnent pour nettoyer les zones libérées avant l'hiver » , sur Nice-Matin (consulté le 26 avril 2023).
20. ↑  Hsu, « Drones Used to Find Toylike "Butterfly" Land Mines », Scientific American,‎ 28 décembre 2018 (lire en ligne)
21. ↑  « INSTANT OBSTACLES: RUSSIAN REMOTELY DELIVERED MINES », janvier 1996